# Mohab Abdelhak
Mohab Abdelhak (20 de enero de 2003) es un jugador de balonmano egipcio que juega de lateral derecho en el USAM Nîmes. Es internacional con la selección de balonmano de Egipto.

## Palmarés internacional
| Campeonato Africano  | Campeonato Africano | Campeonato Africano | Campeonato Africano |
| Año                  | Lugar               | Medalla             |                     |
| -------------------- | ------------------- | ------------------- | ------------------- |
| 2022                 | Egipto              | Medalla de oro      |                     |
| 2024                 | Egipto              | Medalla de oro      |                     |
| Juegos Mediterráneos |                     |                     |                     |
| Año                  | Lugar               | Medalla             |                     |
| 2022                 | Orán                | Medalla de plata    |                     |

## Clubes
| Club       | País    | Año         |
| ---------- | ------- | ----------- |
| Al Ahly    | Egipto  | 2019 - 2023 |
| USAM Nîmes | Francia | 2023 - Act. |